# Anton Wolf Haxthausen
Anton Wolf friherre Haxthausen (født 1. juni 1647, død 19. november 1694) var en tysk-dansk hofmand, bror til Johan Dietrich Haxthausen.

## Biografi
Han fødtes på sin slægts gamle sæde Tienhausen i det paderbornske; hans forældre var Wolf friherre Haxthausen til Eisborn og Mechtilde Sophie von Hanxleden. 7 år gammel blev han sendt til det oldenborgske hof, hvor han tjente som page indtil grev Anton Günthers død i 1667 og nød en omhyggelig opdragelse; særlig uddannede han sig i ridekunsten, hvori han nåde en høj grad af fuldkommenhed.
I 1669 drog han til Danmark og fik ansættelse som hof- og jagtjunker hos Frederik III, hos hvis dronning Haxthausens faders stedmoder havde været hofmesterinde. Han avancerede nu hurtig; 1670 blev han forskærer, 1671 ridejunker, samme år staldmester, 1672 kammerjunker, 1679 1. staldmester og 1680 overstaldmester; 1684 hædredes han med Dannebrogordenen.
Denne karriere viser, i hvor høj yndest Haxthausen stod hos Christian V, til hvis nærmeste omgivelser han hørte så vel i fred som i krig; hans omhu for at forsyne kongens stald med smukke heste, hans dygtighed i at arrangere karruseller og udmærkede virksomhed ved fornyelsen af det berømte stutteri på Frederiksborg måtte nødvendigvis tiltale en konge som Christian V, der fattede sådan tillid til Haxthausen, at han også anvendte ham i gesandtskaber til forskellige tyske hoffer. 1687 var han således som envoyé extraordinaire i Dresden, Celle, Hannover, Wolfenbüttel og Wien; 1688 sendtes han til Berlin, hvorhen han atter gik 1690 for som envoyé at afløse Christian von Lente hos kurfyrsten, hvem han fulgte på felttoget i Brabant.
1692 tiltrådte Hauxthausen embedet som overlanddrost i Oldenborg og Delmenhorst, der skylder ham mange gode og nyttige indretninger. Den påfølgende vinter var han atter på sin post i Berlin, og 1694 gik han først til Brandenburg og der fra til Sachsen; syg vendte han tilbage til Berlin, og ved en temmelig pludselig død bortkaldtes han 19. november.
Haxthausen synes, hvad der taler til hans ære, ikke at have gjort sig sit nære forhold til kongen så indbringende som flere af hans samtidige; de lønninger, han oppebar i sine embeder, er ikke overdrevne. I det hele taget vidner de træk af hans færd, som er komet til vor kundskab, til gunst for hans karakter; hans mandige og rolige optræden over for den iltre og anmassende engelske gesandt Robert Molesworth, der gentagne gange væltede sig ind på ham, er således i høj grad sympatisk. Hans hustru, der 1695 blev overhofmesterinde hos dronning Charlotte Amalie, som meget elskede sin "liebstes Dörtgen", var en ualmindelig dannet og elskværdig personlighed; 1705 nødte svagelighed hende til at opgive sin hofstilling.

## Familie
Hauxthausen havde 6. april 1689 ægtet Dorothea Justina grevinde Aldenburg (født 6. januar 1663, død 27. december 1735 i Oldenborg), datter af Antonius greve Aldenburg. Med sin hustru fik Haxthausen, der 1688 havde tilkøbt sig familiegodset Tienhausen, halvdelen af marskgodset Nienfelde i Oldenborg.